# 통영 상륙 작전
통영 상륙 작전 혹은 통영 전투는 1950년 8월 17일 18시 김성은 대령이 지휘하는 대한민국 해병대(김성은 부대, 대대급 330명)가 북한군 7사단 예하부대가 점령하고 있는 통영반도에 상륙작전을 감행하여 통영을 탈환하고 전략 거점인 원문고개를 방어한 작전이다.

## 배경

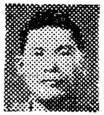
김성은 장군

해병대는 1948년 여순 10.19사건 이후 상륙작전의 필요성에 따라 창설됐다. 이는 여순사건 진압 차 함대를 이끌고 출동한 신현준 중령이 “상륙군 없이 반란군을 완전 진압할 수 없다”는 보고를 받은 손원일 해군참모총장의 지시에 의해 이뤄졌다. 그리하여 해병대는 1949년 4월 15일 진해에서 380명의 규모로 창설되었고 사령관에 신현준 대령, 참모장에 김성은 중령이 임명되었다. 토벌지휘관에는 김성은 중령이 임명되어 지리산에 근거한 진주일대의 공비를 소탕했다. 또 진주에서 제주도로 이동해 한라산 일대의 공비를 토벌하기도 하였다.
1950년 8월 낙동강을 중심으로 대치하는 상황이 계속되었다. 낙동강 전선에서 돌파구를 찾지 못했던 북한군은 거의 무방비 상태였던 통영반도를 점령하여 거제도까지 점령한 뒤 마산항과 진해만을 봉쇄하려고 하였다.

## 전개 과정

### 통영반도 상륙
1950년 8월 16일에 고성으로부터 통영으로 향한 북한군 제7사단 제51연대와 제104치안연대의 650명이 1950년 8월 17일 새벽 1시 통영시내로 침입해 오자 해병대 김성은 부대는 즉시 거제도에 상륙하여 통영으로부터 거제도에 침입하려는 적을 격멸하라는 명령을 받았다.  8월 16일 22시에 출발하여 1950년 8월 17일 새벽 3시 김성은 부대는 해군함정 512호정과 평택호에 나누어 타고 통영반도 동북방 1㎞ 지점에 있는 지도(거제도 북방 연안)에 도착하였다. 김성은 부대장은 거제도 서해안을 방어하는 것보다 통영반도에 상륙하여 적을 섬멸하는 것이 작전상 유리하다고 판단하였고 전병력을 장평리에 상륙시킨  후 일부 병력을  원문 고개로 진출시켜 적의 후속부대를 저지하고 주전력은 통영 시내에 침입한 적을 공격하는 계획을 세웠다. 통영 근해를 경비하던 해군함정 703·901·504·512·302·307호정 및 평택호 등의 지원 엄호 하에 8월 17일 18시 통영반도 동북방에 있는 장평리에 상륙을 개시하였다. 이때 적은 해병대가 통영항구 정면으로 상륙할 것으로 판단하고, 고지에 배치하였던 병력을 통영 남해안 일대에 집결시켜 해안선에 배치시켰으므로 접전없이 19시까지 모든 병력이 상륙할 수 있었다.

### 전투
상륙 후 공격을 개시한 제2중대와 제3중대는 각각 목표 지점을 접전 없이 점령하였고 상륙부대의 내륙 진출에 따라 해군잠정 901정은 원문고개 서측만 깊숙히 침투하여 통영시내로 침입하려는 적의 후속부대를 저지하기 위하여 고성에서 원문고개로 통하는 진로를 포격하였다. 그 후 해병대는 밤을 세워 가며 맹렬한 공격 작전을 감행하여 8월 18일 새벽 제2중대가 원문고개로 진격하여 방어진을 구축하였고, 제7중대는 통영전투에서 승패의 관건이 되는 매일봉(망일봉)을 점령하였다. 해병대가 먼저 매일봉을 점령하고 있는 것을 모르고 있던 적은 계속 매일봉을 향해 전지해 오고 있었다. 이때 제7중대의 맹렬한 사격으로 인해 적은 더 이상 전진할 수 없었을 뿐더러 분산하여 정량리 방면으로 도주하였다. 또한 목선 3척을 이용해 달아나는 적을 해상을 경비하던 504·512호경비정이 격침하였다.   
통영 상륙 작전을 성공리에 완수한 해병대는 적의 유일한 공격로이며 통영 공격의 전술상 요지인 원문고개에 강력한 방어진을 구축하여 빈번히 습격해 오는 적의 부대를 육박전을 감행하면서 격퇴시켰다.

## 평가
이 통영 상륙 작전은 우리 해군·해병대가 최초로 성공시킨 국군 단독 상륙작전이었을 뿐만 아니라 유엔군을 방어하기 위한 철수작전 중 유일한 공격작전이었다는 점에서 높이 평가되고 있다.